# Ministri responsabili della sanità della Francia
Questo articolo fornisce l'elenco dei ministri responsabili della sanità della Francia.

## Rivoluzione francese
| Ministro              | Incarico                                                   | Governo                                  | Inizio        | Fine            |
| --------------------- | ---------------------------------------------------------- | ---------------------------------------- | ------------- | --------------- |
| Jean-François Reubell | Membro del Comitato di salute pubblica (ospedali militari) | Comitato di salute pubblica termidoriano | 2 agosto 1795 | 27 ottobre 1795 |

## Terza Repubblica
| Ministro o segretario di Stato    | Incarico                                                                     | Ministro di vigilanza          | Incarico                                         | Governo                                    | Inizio                         | Fine                           |
| Presidenza de Raymond Poincaré    | Presidenza de Raymond Poincaré                                               | Presidenza de Raymond Poincaré | Presidenza de Raymond Poincaré                   | Presidenza de Raymond Poincaré             | Presidenza de Raymond Poincaré | Presidenza de Raymond Poincaré |
| --------------------------------- | ---------------------------------------------------------------------------- | ------------------------------ | ------------------------------------------------ | ------------------------------------------ | ------------------------------ | ------------------------------ |
| Justin Godart                     | Sottosegretario di Stato alla guerra (Servizio sanitario militare)           | Alexandre Millerand            | Ministro della guerra                            | Viviani II                                 | 1º luglio 1915                 | 29 ottobre 1915                |
| Justin Godart                     | Sottosegretario di Stato alla guerra (Servizio sanitario militare)           | Joseph Gallieni                | Ministro della guerra                            | Briand V                                   | 29 ottobre 1915                | 16 marzo 1916                  |
| Justin Godart                     | Sottosegretario di Stato alla guerra (Servizio sanitario militare)           | Pierre Roques                  | Ministro della guerra                            | Briand V                                   | 16 marzo 1916                  | 12 dicembre 1916               |
| Justin Godart                     | Sottosegretario di Stato alla guerra (Servizio sanitario militare)           | Louis Lyautey                  | Ministro della guerra                            | Briand VI                                  | 12 dicembre 1916               | 14 marzo 1917                  |
| Justin Godart                     | Sottosegretario di Stato alla guerra (Servizio sanitario militare)           | Lucien Lacaze (ad interim)     | Ministro della guerra                            | Briand VI                                  | 15 marzo 1917                  | 20 marzo 1917                  |
| Justin Godart                     | Sottosegretario di Stato alla guerra (Servizio sanitario)                    | Paul Painlevé                  | Ministro della guerra                            | Ribot V                                    | 20 marzo 1917                  | 12 settembre 1917              |
| Justin Godart                     | Sottosegretario di Stato alla sanità                                         | Paul Painlevé                  | Presidente del Consiglio e ministro della guerra | Painlevé I                                 | 12 settembre 1917              | 16 novembre 1917               |
| Justin Godart                     | Sottosegretario di Stato alla sanità                                         | Georges Clemenceau             | Presidente del Consiglio e ministro della guerra | Clemenceau II                              | 17 novembre 1917               | 5 febbraio 1918                |
| Louis Mourier                     | Sottosegretario di Stato alla sanità                                         | Georges Clemenceau             | Presidente del Consiglio e ministro della guerra | Clemenceau II                              | 5 febbraio 1918                | 20 gennaio 1920                |
| Jules-Louis Breton                | Ministro dell'igiene, dell'assistenza e della previdenza sociale             | Nessuno                        | Nessuno                                          | Millerand I                                | 20 gennaio 1920                | 18 febbraio 1920               |
| Presidenza di Paul Deschanel      |                                                                              |                                |                                                  |                                            |                                |                                |
| Jules-Louis Breton                | Ministro dell'igiene, dell'assistenza e della previdenza sociale             | Nessuno                        | Nessuno                                          | Millerand II                               | 18 febbraio 1920               | 23 settembre 1920              |
| Presidenza di Alexandre Millerand |                                                                              |                                |                                                  |                                            |                                |                                |
| Jules-Louis Breton                | Ministro dell'igiene, dell'assistenza e della previdenza sociale             | Nessuno                        | Nessuno                                          | Leygues                                    | 24 settembre 1920              | 16 gennaio 1921                |
| Georges Leredu                    | Ministro dell'igiene, dell'assistenza e della previdenza sociale             | Nessuno                        | Nessuno                                          | Briand VII                                 | 16 gennaio 1921                | 15 gennaio 1922                |
| Paul Strauss                      | Ministro dell'igiene, dell'assistenza e della previdenza sociale             | Nessuno                        | Nessuno                                          | Poincaré II                                | 15 gennaio 1922                | 29 marzo 1924                  |
| Daniel Daniel-Vincent             | Ministro del lavoro e dell'igiene                                            | Nessuno                        | Nessuno                                          | Poincaré III                               | 29 marzo 1924                  | 9 giugno 1924                  |
| Presidenza di Gaston Doumergue    |                                                                              |                                |                                                  |                                            |                                |                                |
| Paul Jourdain                     | Ministro del lavoro e dell'igiene                                            | Nessuno                        | Nessuno                                          | François-Marsal                            | 9 giugno 1924                  | 14 giugno 1924                 |
| Justin Godart                     | Ministro del lavoro, dell'igiene, dell'assistenza e della previdenza sociale | Nessuno                        | Nessuno                                          | Herriot I                                  | 14 giugno 1924                 | 17 aprile 1925                 |
| Antoine Durafour                  | Ministro del lavoro, dell'igiene, dell'assistenza e della previdenza sociale | Nessuno                        | Nessuno                                          | Painlevé II e III Briand VIII, IX e X      | 17 aprile 1925                 | 17 luglio 1926                 |
| Louis Pasquet                     | Ministro del lavoro, dell'igiene, dell'assistenza e della previdenza sociale | Nessuno                        | Nessuno                                          | Herriot II                                 | 19 luglio 1926                 | 23 luglio 1926                 |
| André Fallières                   | Ministro del lavoro, dell'igiene, dell'assistenza e della previdenza sociale | Nessuno                        | Nessuno                                          | Poincaré IV                                | 23 luglio 1926                 | 1º giugno 1928                 |
| Louis Loucheur                    | Ministro del lavoro, dell'igiene, dell'assistenza e della previdenza sociale | Nessuno                        | Nessuno                                          | Poincaré IV                                | 1º giugno 1928                 | 11 novembre 1928               |
| Louis Loucheur                    | Ministro del lavoro, dell'igiene, dell'assistenza e della previdenza sociale | Nessuno                        | Nessuno                                          | Poincaré V Briand XI Tardieu I Chautemps I | 11 novembre 1928               | 2 marzo 1930                   |
| Désiré Ferry                      | Ministro della sanità pubblica                                               | Nessuno                        | Nessuno                                          | Tardieu II                                 | 2 marzo 1930                   | 13 dicembre 1930               |
| Henri Queuille                    | Ministro della sanità pubblica                                               | Nessuno                        | Nessuno                                          | Steeg                                      | 13 dicembre 1930               | 27 gennaio 1931                |
| Camille Blaisot                   | Ministro della sanità pubblica                                               | Nessuno                        | Nessuno                                          | Laval I                                    | 27 gennaio 1931                | 13 giugno 1931                 |
| Presidenza de Paul Doumer         |                                                                              |                                |                                                  |                                            |                                |                                |
| Camille Blaisot                   | Ministro della sanità pubblica                                               | Nessuno                        | Nessuno                                          | Laval II e III Tardieu III                 | 13 giugno 1931                 | 3 giugno 1932                  |
| Presidenza di Albert Lebrun       |                                                                              |                                |                                                  |                                            |                                |                                |
| Justin Godart                     | Ministro della sanità pubblica                                               | Nessuno                        | Nessuno                                          | Herriot III                                | 3 giugno 1932                  | 18 dicembre 1932               |
| Charles Daniélou                  | Ministro della sanità pubblica                                               | Nessuno                        | Nessuno                                          | Paul-Boncour Daladier I                    | 18 dicembre 1932               | 24 ottobre 1933                |
| Émile Lisbonne                    | Ministro della sanità pubblica                                               | Nessuno                        | Nessuno                                          | Sarraut I                                  | 26 ottobre 1933                | 26 novembre 1933               |
| Alexandre Israël                  | Ministro della sanità pubblica                                               | Nessuno                        | Nessuno                                          | Chautemps II                               | 26 novembre 1933               | 30 gennaio 1934                |
| Émile Lisbonne                    | Ministro della sanità pubblica                                               | Nessuno                        | Nessuno                                          | Daladier II                                | 30 gennaio 1934                | 9 febbraio 1934                |
| Louis Marin                       | Ministro della sanità pubblica e dell'educazione fisica                      | Nessuno                        | Nessuno                                          | Doumergue II                               | 9 febbraio 1934                | 8 novembre 1934                |
| Henri Queuille                    | Ministro della sanità pubblica e dell'educazione fisica                      | Nessuno                        | Nessuno                                          | Flandin I                                  | 8 novembre 1934                | 1º giugno 1935                 |
| Ernest Lafont                     | Ministro della sanità pubblica e dell'educazione fisica                      | Nessuno                        | Nessuno                                          | Bouisson Laval IV                          | 1º giugno 1935                 | 24 gennaio 1936                |
| Louis Nicolle                     | Ministro della sanità pubblica e dell'educazione fisica                      | Nessuno                        | Nessuno                                          | Sarraut II                                 | 24 gennaio 1936                | 4 giugno 1936                  |
| Henri Sellier                     | Ministro della sanità pubblica                                               | Nessuno                        | Nessuno                                          | Blum I                                     | 4 giugno 1936                  | 22 giugno 1937                 |
| Marc Rucart                       | Ministro della sanità pubblica                                               | Nessuno                        | Nessuno                                          | Chautemps III, IV                          | 22 giugno 1937                 | 10 marzo 1938                  |
| Fernand Gentin                    | Ministro della sanità pubblica                                               | Nessuno                        | Nessuno                                          | Blum II                                    | 13 marzo 1938                  | 10 aprile 1938                 |
| Marc Rucart                       | Ministro della sanità pubblica                                               | Nessuno                        | Nessuno                                          | Daladier III                               | 10 aprile 1938                 | 21 marzo 1940                  |
| Marcel Héraud                     | Ministro della sanità pubblica                                               | Nessuno                        | Nessuno                                          | Reynaud                                    | 21 marzo 1940                  | 5 giugno 1940                  |
| Georges Pernot                    | Ministro della famiglia francese e della sanità pubblica                     | Nessuno                        | Nessuno                                          | Reynaud                                    | 5 giugno 1940                  | 16 giugno 1940                 |
| Jean Ybarnégaray                  | Ministro dei veterani e delle famiglie francesi                              | Nessuno                        | Nessuno                                          | Pétain                                     | 16 giugno 1940                 | 12 luglio 1940                 |

Sotto la Terza Repubblica, al Ministro del lavoro, dell'igiene, dell'assistenza sociale e della previdenza veniva talvolta assegnato anche un sottosegretario di Stato:
| Ministro       | Incarico                                                                     | Segretario di Stato    | Incarico                                                                                 | Governo     | Inizio           | Fine             |
| -------------- | ---------------------------------------------------------------------------- | ---------------------- | ---------------------------------------------------------------------------------------- | ----------- | ---------------- | ---------------- |
| Louis Loucheur | Ministro del lavoro, dell'igiene, dell'assistenza e della previdenza sociale | Alfred Oberkirch       | Sottosegretario di Stato al lavoro, all'igiene, all'assistenza e alla previdenza sociale | Poincaré IV | 1º giugno 1928   | 11 novembre 1928 |
| Louis Loucheur | Ministro del lavoro, dell'igiene, dell'assistenza e della previdenza sociale | Alfred Oberkirch       | Sottosegretario di Stato al lavoro, all'igiene, all'assistenza e alla previdenza sociale | Poincaré V  | 11 novembre 1928 | 29 luglio 1929   |
| Louis Loucheur | Ministro del lavoro, dell'igiene, dell'assistenza e della previdenza sociale | Alfred Oberkirch       | Sottosegretario di Stato al lavoro, all'igiene, all'assistenza e alla previdenza sociale | Briand XI   | 29 luglio 1929   | 3 novembre 1929  |
| Louis Loucheur | Ministro del lavoro, dell'igiene, dell'assistenza e della previdenza sociale | Alfred Oberkirch       | Sottosegretario di Stato al lavoro, all'igiene, all'assistenza e alla previdenza sociale | Tardieu I   | 3 novembre 1929  | 21 febbraio 1930 |
| Louis Loucheur | Ministro del lavoro, dell'igiene, dell'assistenza e della previdenza sociale | Marius "Mario" Roustan | Sottosegretario di Stato all'igiene                                                      | Chautemps I | 23 febbraio 1930 | 2 marzo 1930     |

## Governo di Vichy
| Ministro o segretario di Stato                 | Incarico                                          | Altro ministro | Incarico                                          | Governo              | Inizio           | Fine             |
| ---------------------------------------------- | ------------------------------------------------- | -------------- | ------------------------------------------------- | -------------------- | ---------------- | ---------------- |
| Jean Ybarnégaray                               | Segretario di Stato per la famiglia e la gioventù | Serge Huard    | Segretario generale della sanità                  | Laval V (a Vichy)    | 16 luglio 1940   | 13 dicembre 1940 |
| Nessuno (vigilanza del Ministero dell'interno) | Nessuno (vigilanza del Ministero dell'interno)    | Serge Huard    | Segretario generale della famiglia e della sanità | Flandin II (a Vichy) | 14 dicembre 1940 | 9 febbraio 1941  |
| Jacques Chevalier                              | Segretario di Stato per la famiglia e la sanità   | Nessuno        | Nessuno                                           | Darlan (a Vichy)     | 25 febbraio 1941 | 12 agosto 1941   |
| Serge Huard                                    | Segretario di Stato per la famiglia e la sanità   | Louis Aublant  | Segretario generale della famiglia e della sanità | Darlan (a Vichy)     | 12 agosto 1941   | 18 aprile 1942   |
| Raymond Grasset                                | Ministro della famiglia e della sanità            | Louis Aublant  | Segretario generale della salute                  | Laval VI (a Vichy)   | 18 aprile 1942   | 17 dicembre 1943 |
| Raymond Grasset                                | Ministro della famiglia e della sanità            | Nessuno        | Nessuno                                           | Laval VI (a Vichy)   | 17 dicembre 1943 | 20 agosto 1944   |

## Comitato francese di liberazione nazionale
| Ministro o segretario di Stato | Incarico                                                                  | Ministro di vigilanza | Incarico                           | Governo          | Inizio           | Fine              |
| ------------------------------ | ------------------------------------------------------------------------- | --------------------- | ---------------------------------- | ---------------- | ---------------- | ----------------- |
| Jules Abadie                   | Commissario per la giustizia, l'educazione nazionale e la sanità pubblica | Nessuno               | Nessuno                            | CFLN (ad Algeri) | 7 giugno 1943    | 4 settembre 1943  |
| Jules Abadie                   | Commissario per l'educazione nazionale e la sanità pubblica               | Nessuno               | Nessuno                            | CFLN (ad Algeri) | 4 settembre 1943 | 9 novembre 1943   |
| Nessuno                        | Nessuno                                                                   | Adrien Tixier         | Commissario per gli affari sociali | CFLN (ad Algeri) | 9 novembre 1943  | 26 agosto 1944    |
| Louis Pasteur Vallery-Radot    | Segretario generale della sanità                                          | Adrien Tixier         | Commissario per gli affari sociali | GPRF             | 26 agosto 1944   | 10 settembre 1944 |

## Governo provvisorio della Repubblica francese e Quarta Repubblica
| Ministro                                                                          | Incarico                                                                          | Ministro delegato o segretario di Stato                                           | Incarico                                                                          | Governo                                       | Inizio                                        | Fine                                          |
| Governo provvisorio della Repubblica francese                                     | Governo provvisorio della Repubblica francese                                     | Governo provvisorio della Repubblica francese                                     | Governo provvisorio della Repubblica francese                                     | Governo provvisorio della Repubblica francese | Governo provvisorio della Repubblica francese | Governo provvisorio della Repubblica francese |
| --------------------------------------------------------------------------------- | --------------------------------------------------------------------------------- | --------------------------------------------------------------------------------- | --------------------------------------------------------------------------------- | --------------------------------------------- | --------------------------------------------- | --------------------------------------------- |
| François Billoux                                                                  | Ministro della sanità pubblica                                                    | Nessuno                                                                           | Nessuno                                                                           | de Gaulle I                                   | 10 settembre 1944                             | 21 novembre 1945                              |
| Robert Prigent                                                                    | Ministro della popolazione                                                        | Nessuno                                                                           | Nessuno                                                                           | de Gaulle II                                  | 21 novembre 1945                              | 26 gennaio 1946                               |
| Robert Prigent                                                                    | Ministro della sanità pubblica e della popolazione                                | Pierre Pflimlin                                                                   | Sottosegretario di Stato alla sanità pubblica e alla popolazione                  | Gouin                                         | 26 gennaio 1946                               | 24 giugno 1946                                |
| Robert Prigent                                                                    | Ministro della popolazione                                                        | Nessuno                                                                           | Nessuno                                                                           | Bidault I                                     | 24 giugno 1946                                | 16 dicembre 1946                              |
| René Arthaud                                                                      | Ministro della sanità pubblica                                                    | Nessuno                                                                           | Nessuno                                                                           | Bidault I                                     | 24 giugno 1946                                | 16 dicembre 1946                              |
| Pierre Ségelle                                                                    | Ministro della sanità pubblica e della popolazione                                | Nessuno                                                                           | Nessuno                                                                           | Blum III                                      | 16 dicembre 1946                              | 22 gennaio 1947                               |
| Presidenza di Vincent Auriol                                                      |                                                                                   |                                                                                   |                                                                                   |                                               |                                               |                                               |
| Georges Marrane                                                                   | Ministro della sanità pubblica e della popolazione                                | Nessuno                                                                           | Nessuno                                                                           | Ramadier I                                    | 22 gennaio 1947                               | 4 maggio 1947                                 |
| Marcel Roclore (ad interim)                                                       | Ministro della sanità pubblica e della popolazione                                | Nessuno                                                                           | Nessuno                                                                           | Ramadier I                                    | 4 maggio 1947                                 | 9 maggio 1947                                 |
| Robert Prigent                                                                    | Ministro della sanità pubblica e della popolazione                                | Nessuno                                                                           | Nessuno                                                                           | Ramadier I                                    | 9 maggio 1947                                 | 22 ottobre 1947                               |
| Nessuno; Daniel Mayer è ministro degli affari sociali e degli affari dei veterani | Nessuno; Daniel Mayer è ministro degli affari sociali e degli affari dei veterani | Nessuno; Daniel Mayer è ministro degli affari sociali e degli affari dei veterani | Nessuno; Daniel Mayer è ministro degli affari sociali e degli affari dei veterani | Ramadier II                                   | 22 ottobre 1947                               | 24 novembre 1947                              |
| Germaine Poinso-Chapuis                                                           | Ministro della sanità pubblica e della popolazione                                | Nessuno                                                                           | Nessuno                                                                           | Schuman I                                     | 24 novembre 1947                              | 26 luglio 1948                                |
| Pierre Schneiter                                                                  | Ministro della sanità pubblica e della popolazione                                | Nessuno                                                                           | Nessuno                                                                           | Marie Schuman II                              | 26 luglio 1948                                | 11 settembre 1948                             |
| Pierre Schneiter                                                                  | Ministro della sanità pubblica e della popolazione                                | Jules Catoire                                                                     | Sottosegretario di Stato alla sanità pubblica e alla popolazione                  | Queuille I                                    | 11 settembre 1948                             | 28 ottobre 1949                               |
| Pierre Schneiter                                                                  | Ministro della sanità pubblica e della popolazione                                | Paul Ribeyre                                                                      | Sottosegretario di Stato alla sanità pubblica e alla popolazione                  | Bidault II                                    | 29 ottobre 1949                               | 5 dicembre 1949                               |
| Pierre Schneiter                                                                  | Ministro della sanità pubblica e della popolazione                                | Nessuno                                                                           | Nessuno                                                                           | Bidault II Queuille II                        | 5 dicembre 1949                               | 12 luglio 1950                                |
| Pierre Schneiter                                                                  | Ministro della sanità pubblica e della popolazione                                | Jules Catoire                                                                     | Segretario di Stato per la sanità pubblica e la popolazione                       | Pleven I Queuille III                         | 12 luglio 1950                                | 11 agosto 1951                                |
| Paul Ribeyre                                                                      | Ministro della sanità pubblica e della popolazione                                | Nessuno                                                                           | Nessuno                                                                           | Pleven II Edgar Faure I Pinay                 | 11 agosto 1951                                | 8 gennaio 1953                                |
| André Boutemy                                                                     | Ministro della sanità pubblica e della popolazione                                | Pierre Couinaud                                                                   | Segretario di Stato per la sanità pubblica e la popolazione                       | Mayer                                         | 8 gennaio 1953                                | 9 febbraio 1953                               |
| Paul Ribeyre                                                                      | Ministro della sanità pubblica e della popolazione                                | Pierre Couinaud                                                                   | Segretario di Stato per la sanità pubblica e la popolazione                       | Mayer                                         | 11 febbraio 1953                              | 28 giugno 1953                                |
| Paul Coste-Floret                                                                 | Ministro della sanità pubblica e della popolazione                                | Nessuno                                                                           | Nessuno                                                                           | Laniel I                                      | 28 giugno 1953                                | 16 gennaio 1954                               |
| Presidenza di René Coty                                                           | Ministro della sanità pubblica e della popolazione                                |                                                                                   |                                                                                   |                                               |                                               |                                               |
| Paul Coste-Floret                                                                 | Ministro della sanità pubblica e della popolazione                                | Nessuno                                                                           | Nessuno                                                                           | Laniel II                                     | 16 gennaio 1954                               | 12 giugno 1954                                |
| Louis Aujoulat                                                                    | Ministro della sanità pubblica e della popolazione                                | Nessuno                                                                           | Nessuno                                                                           | Mendès-France                                 | 19 giugno 1954                                | 3 settembre 1954                              |
| André Monteil                                                                     | Ministro della sanità pubblica e della popolazione                                | Nessuno                                                                           | Nessuno                                                                           | Mendès-France                                 | 3 settembre 1954                              | 23 febbraio 1955                              |
| Bernard Lafay                                                                     | Ministro della sanità pubblica e della popolazione                                | Nessuno                                                                           | Nessuno                                                                           | Faure II                                      | 2 febbraio 1955                               | 1º febbraio 1956                              |
| Albert Gazier                                                                     | Ministro degli affari sociali                                                     | André Maroselli                                                                   | Segretario di Stato per la sanità pubblica e la popolazione                       | Mollet Bourgès-Maunoury                       | 1º febbraio 1956                              | 6 novembre 1957                               |
| Félix Houphouët-Boigny                                                            | Ministro della sanità pubblica e della popolazione                                | Nessuno                                                                           | Nessuno                                                                           | Gaillard                                      | 6 novembre 1957                               | 14 maggio 1958                                |
| André Maroselli                                                                   | Ministro della sanità pubblica e della popolazione                                | Nessuno                                                                           | Nessuno                                                                           | Pflimlin                                      | 14 maggio 1958                                | 1º giugno 1958                                |
| Bernard Chenot                                                                    | Ministro della sanità pubblica e della popolazione                                | Nessuno                                                                           | Nessuno                                                                           | de Gaulle III                                 | 7 luglio 1958                                 | 8 gennaio 1959                                |

## Quinta Repubblica
| Ministro o segretario di Stato | Incarico | Ministro di vigilanza | Incarico | Governo                                | Inizio                          | Fine                            |
| Presidenza di Charles de Gaulle | Presidenza di Charles de Gaulle | Presidenza di Charles de Gaulle | Presidenza di Charles de Gaulle | Presidenza di Charles de Gaulle        | Presidenza di Charles de Gaulle | Presidenza di Charles de Gaulle |
| --- | --- | --- | --- | -------------------------------------- | ------------------------------- | ------------------------------- |
| Bernard Chenot | Ministro della sanità pubblica e della popolazione                                                                                               | Nessuno | Nessuno | Debré                                  | 8 gennaio 1959                  | 24 agosto 1961                  |
| Joseph Fontanet | Ministro della sanità pubblica e della popolazione                                                                                               | Nessuno | Nessuno | Debré                                  | 24 agosto 1961                  | 14 aprile 1962                  |
| Joseph Fontanet | Ministro della sanità pubblica e della popolazione                                                                                               | Nessuno | Nessuno | Pompidou I                             | 14 aprile 1962                  | 16 maggio 1962                  |
| Raymond Marcellin | Ministro della sanità pubblica e della popolazione                                                                                               | Nessuno | Nessuno | Pompidou I                             | 16 maggio 1962                  | 28 novembre 1962                |
| Raymond Marcellin | Ministro della sanità pubblica e della popolazione                                                                                               | Nessuno | Nessuno | Pompidou II                            | 6 dicembre 1962                 | 8 gennaio 1966                  |
| Dal 1966 al 1969, non c'era nessun ministro della Sanità ma solo un ministro degli affari sociali: Jean-Marcel Jeanneney e poi Maurice Schumann. | Dal 1966 al 1969, non c'era nessun ministro della Sanità ma solo un ministro degli affari sociali: Jean-Marcel Jeanneney e poi Maurice Schumann. | Dal 1966 al 1969, non c'era nessun ministro della Sanità ma solo un ministro degli affari sociali: Jean-Marcel Jeanneney e poi Maurice Schumann. | Dal 1966 al 1969, non c'era nessun ministro della Sanità ma solo un ministro degli affari sociali: Jean-Marcel Jeanneney e poi Maurice Schumann. | Pompidou III, IV e V Couve de Murville | 8 gennaio 1966                  | 20 giugno 1969                  |
| Presidenza di Georges Pompidou | | | |                                        |                                 |                                 |
| Robert Boulin | Ministro della sanità pubblica e della sicurezza sociale                                                                                         | Nessuno | Nessuno | Chaban-Delmas                          | 22 giugno 1969                  | 18 luglio 1969                  |
| Robert Boulin | Ministro della sanità pubblica e della sicurezza sociale                                                                                         | Nessuno | Nessuno | Chaban-Delmas                          | 18 luglio 1969                  | 6 luglio 1972                   |
| Jean Foyer | Ministro della saute pubblica | Nessuno | Nessuno | Messmer I                              | 6 luglio 1972                   | 2 aprile 1973                   |
| Michel Poniatowski | Ministro della sanità pubblica e della sicurezza sociale                                                                                         | Nessuno | Nessuno | Messmer II e III                       | 5 aprile 1973                   | 28 maggio 1974                  |
| Presidenza di Valéry Giscard d'Estaing | | | |                                        |                                 |                                 |
| Simone Veil | Ministro della salute | Nessuno | Nessuno | Chirac I Barre I                       | 28 maggio 1974                  | 30 marzo 1977                   |
| Simone Veil | Ministro della salute e della sicurezza sociale                                                                                                  | Nessuno | Nessuno | Barre II                               | 30 marzo 1977                   | 5 aprile 1978                   |
| Simone Veil | Ministro della salute e della famiglia | Nessuno | Nessuno | Barre III                              | 5 aprile 1978                   | 4 luglio 1979                   |
| Jacques Barrot | Ministro della salute e della sicurezza sociale                                                                                                  | Nessuno | Nessuno | Barre III                              | 4 luglio 1979                   | 22 maggio 1981                  |
| Presidenza di François Mitterrand | | | |                                        |                                 |                                 |
| Edmond Hervé | Ministro della salute | Nessuo | Nessuo | Mauroy I                               | 22 maggio 1981                  | 23 giugno 1981                  |
| Jack Ralite | Ministro della salute | Nessuo | Nessuo | Mauroy II                              | 23 giugno 1981                  | 22 marzo 1983                   |
| Edmond Hervé | Segretario di Stato per la sanità | Pierre Bérégovoy | Ministro degli affari sociali e della solidarietà nazionale                                                                                      | Mauroy III                             | 24 marzo 1983                   | 23 luglio 1984                  |
| Edmond Hervé | Segretario di Stato per la sanità | Georgina Dufoix | Ministro degli affari sociali e della solidarietà nazionale                                                                                      | Fabius                                 | 23 luglio 1984                  | 20 marzo 1986                   |
| Michèle Barzach | Ministro delegato alla salute e alla famiglia | Philippe Séguin | Ministro degli affari sociali e dell'occupazione                                                                                                 | Chirac II                              | 25 marzo 1986                   | 12 maggio 1988                  |
| Claude Évin | Ministro delegato alla sanità e alla protezione sociale                                                                                          | Michel Delebarre | Ministro degli affari sociali e dell'occupazione                                                                                                 | Rocard I                               | 12 maggio 1988                  | 28 giugno 1988                  |
| Léon Schwartzenberg | Ministro delegato alla sanità | Claude Évin | Ministro della solidarietà, della salute e della protezione sociale                                                                              | Rocard II                              | 28 giugno 1988                  | 8 luglio 1988                   |
| Claude Évin | Ministro della solidarietà, della salute e della protezione sociale                                                                              | Nessuno | Nessuno | Rocard II                              | 8 luglio 1988                   | 2 ottobre 1990                  |
| Bruno Durieux | Ministro delegato alla sanità | Claude Évin | Ministro degli affari sociali e della solidarietà                                                                                                | Rocard II                              | 2 ottobre 1990                  | 16 maggio 1991                  |
| Bruno Durieux | Ministro delegato alla sanità | Jean-Louis Bianco | Ministro degli affari sociali e dell'integrazione                                                                                                | Cresson                                | 16 maggio 1991                  | 4 aprile 1992                   |
| Bernard Kouchner | Ministro della sanità e dell'azione umanitaria                                                                                                   | Nessuno | Nessuno | Bérégovoy                              | 4 aprile 1992                   | 30 marzo 1993                   |
| Philippe Douste-Blazy | Ministro delegato alla sanità | Simone Veil | Ministre di Stato, ministro degli affari sociali, della sanità e della città                                                                     | Balladur                               | 30 marzo 1993                   | 18 maggio 1995                  |
| Presidenza di Jacques Chirac | | | |                                        |                                 |                                 |
| Élisabeth Hubert | Ministro della sanità pubblica e dell'assicurazione sanitaria                                                                                    | Nessuno | Nessuno | Juppé I                                | 18 maggio 1995                  | 6 novembre 1995                 |
| Hervé Gaymard | Segretario di Stato per la salute e la sicurezza sociale                                                                                         | Jacques Barrot | Ministro del lavoro e degli affari sociali | Juppé II                               | 6 novembre 1995                 | 4 giugno 1997                   |
| Bernard Kouchner | Segretario di Stato per la sanità | Martine Aubry | Ministro dell'occupazione e della solidarietà | Jospin                                 | 4 giugno 1997                   | 28 luglio 1999                  |
| Dominique Gillot | Segretario di Stato per la sanità e l'azione sociale                                                                                             | Martine Aubry | Ministro dell'occupazione e della solidarietà | Jospin                                 | 28luglio 1999                   | 27 marzo 2000                   |
| Dominique Gillot | Segretario di Stato per la salute e i disabili                                                                                                   | Martine Aubry | Ministro dell'occupazione e della solidarietà | Jospin                                 | 27 marzo 2000                   | 18 ottobre 2000                 |
| Dominique Gillot | Segretario di Stato per la salute e i disabili                                                                                                   | Élisabeth Guigou | Ministro dell'occupazione e della solidarietà | Jospin                                 | 18 ottobre 2000                 | 6 febbraio 2001                 |
| Bernard Kouchner | Ministro delegato alla sanità | Élisabeth Guigou | Ministro dell'occupazione e della solidarietà | Jospin                                 | 6 febbraio 2001                 | 7 maggio 2002                   |
| Jean-François Mattéi | Ministro della salute, della famiglia e delle persone con disabilità                                                                             | Nessuno | Nessuno | Raffarin I e II                        | 7 maggio 2002                   | 30 marzo 2004                   |
| Philippe Douste-Blazy | Ministro della sanità e della protezione sociale                                                                                                 | Nessuno | Nessuno | Raffarin III                           | 31 marzo 2004                   | 28 novembre 2004                |
| Philippe Douste-Blazy | Ministro della solidarietà, della salute e della famiglia                                                                                        | Nessuno | Nessuno | Raffarin III                           | 29 novembre 2004                | 31 maggio 2005                  |
| Xavier Bertrand | Minsitro della salute e della solidarietà | Nessuno | Nessuno | de Villepin                            | 2 giugno 2005                   | 26 marzo 2007                   |
| Philippe Bas | Minsitro della salute e della solidarietà | Nessuno | Nessuno | de Villepin                            | 26 marzo 2007                   | 15 maggio 2007                  |
| Presidenza di Nicolas Sarkozy | | | |                                        |                                 |                                 |
| Roselyne Bachelot-Narquin | Ministro della sanità, della gioventù e dello sport                                                                                              | Nessuno | Nessuno | Fillon I                               | 18 maggio 2007                  | 18 giugno 2007                  |
| Roselyne Bachelot-Narquin | Ministro della sanità, della gioventù e dello sport                                                                                              | Nessuno | Nessuno | Fillon II                              | 19 giugno 2007                  | 17 marzo 2008                   |
| Roselyne Bachelot-Narquin | Ministro della sanità, della gioventù, dello sport e della vita comunitaria                                                                      | Nessuno | Nessuno | Fillon II                              | 18 marzo 2008                   | 12 gennaio 2009                 |
| Roselyne Bachelot-Narquin | Ministro della salute e dello sport | Nessuno | Nessuno | Fillon II                              | 12 gennaio 2009                 | 13 novembre 2010                |
| Nora Berra | Segretario di Stato per la sanità | Xavier Bertrand | Ministri del lavoro, dell’occupazione e della sanità                                                                                             | Fillon III                             | 14 novembre 2010                | 10 maggio 2012                  |
| Presidenza di François Hollande | | | |                                        |                                 |                                 |
| Marisol Touraine | Ministro degli affari sociali e della sanità | Nessuno | Nessuno | Ayrault I e II                         | 16 maggio 2012                  | 31 marzo 2014                   |
| Marisol Touraine | Ministro degli affari sociali, della salute e dei diritti delle donne                                                                            | Nessuno | Nessuno | Valls I                                | 2 aprile 2014                   | 25 agosto 2014                  |
| Marisol Touraine | Ministro degli affari sociali e della sanità | Nessuno | Nessuno | Valls II Cazeneuve                     | 26 agosto 2014                  | 15 maggio 2017                  |
| Presidenza di Emmanuel Macron | | | |                                        |                                 |                                 |
| Agnès Buzyn | Ministro della solidarietà e della salute | Nessuno | Nessuno | Philippe I                             | 17 maggio 2017                  | 21 giugno 2017                  |
| Agnès Buzyn | Ministro della solidarietà e della salute | Nessuno | Nessuno | Philippe II                            | 21 giugno 2017                  | 16 ottobre 2018                 |
| Agnès Buzyn | Ministro della solidarietà e della salute | Christelle Dubos | Segretario di Stato presso il ministro della solidarietà e della salute                                                                          | Philippe II                            | 16 ottobre 2018                 | 16 febbraio 2020                |
| Olivier Véran | Ministro della solidarietà e della salute | Christelle Dubos | Segretario di Stato presso il ministro della solidarietà e della salute                                                                          | Philippe II                            | 16 febbraio 2020                | 3 luglio 2020                   |
| Olivier Véran | Ministro della solidarietà e della salute | Brigitte Bourguignon | Ministro delegato presso il ministro della solidarietà e della salute, responsabile dell'autonomia                                               | Castex                                 | 6 luglio 2020                   | 20 maggio 2022                  |
| Brigitte Bourguignon | Ministro della salute e della prevenzione | Nessuno | Nessuno | Borne                                  | 20 maggio 2022                  | 4 luglio 2022                   |
| François Braun | Ministro della salute e della prevenzione | Agnès Firmin-Le Bodo | Ministro delegato all'organizzazione territoriale e alle professioni sanitarie                                                                   | Borne                                  | 4 luglio 2022                   | 20 luglio 2023                  |
| Aurélien Rousseau | Ministro della salute e della prevenzione | Agnès Firmin-Le Bodo | Ministro delegato all'organizzazione territoriale e alle professioni sanitarie                                                                   | Borne                                  | 20 luglio 2023                  | 20 dicembre 2023                |
| Agnès Firmin-Le Bodo (ad interim) | Ministro della salute e della prevenzione | Agnès Firmin-Le Bodo | Ministro delegato all'organizzazione territoriale e alle professioni sanitarie                                                                   | Borne                                  | 20 dicembre 2023                | 11 gennaio 2024                 |
| Catherine Vautrin | Ministro del lavoro, della salute e della solidarietà                                                                                            | Nessuno | Nessuno | Attal                                  | 11 gennaio 2024                 | 21 settembre 2024               |
| Geneviève Darrieussecq | Ministro della sanità e dell'accesso alle cure                                                                                                   | Nessuno | Nessuno | Barnier                                | 21 settembre 2024               |                                 |